# Ein Käfig voller Narren – Jetzt wird geheiratet
Ein Käfig voller Narren – Jetzt wird geheiratet (Originaltitel: La Cage aux Folles III – "Elles" se marient) ist eine französisch-italienische Komödie aus dem Jahr 1985 und der letzte Teil der erfolgreichen Trilogie, die mit Ein Käfig voller Narren begann. Während bei den ersten beiden Teilen Édouard Molinaro Regie führte, entstand der dritte Teil unter der Regie von Georges Lautner.
Der deutsche Kinostart war am 30. Januar 1986, die VHS-Veröffentlichung am 19. August. Am 8. April 1991 wurde der Film auf Sat.1 erstausgestrahlt.

## Handlung
Das homosexuelle Paar Albin und Renato führt, wie in den Vorgängerfilmen, einen frivolen Nachtclub in Saint-Tropez. Ihre Geldsorgen mit dem Etablissement könnten jedoch dieses Mal endgültig gelöst werden, hat Albin doch Aussichten, die Erbschaft eines entfernten Onkels anzutreten. Ein Schloss in Schottland, umliegende Ländereien, ein Adelstitel und natürlich umfangreiche Geldmittel könnten sich bald in seinem Besitz finden. Als Albin nach Schottland reist, erfährt er jedoch, dass die Erbschaft an die Bedingung geknüpft ist, dass ausgerechnet er, die überzeugte Dragqueen, innerhalb von 18 Monaten nicht nur heiratet, sondern gar Vater wird.
Albin denkt gar nicht daran und verbirgt die potenzielle Erbschaft daher vor seinem Lebensgefährten Renato. Als dieser es herausfindet, bestürmt er Albin, es zu versuchen, um den Club und damit ihrer beider Lebensinhalt zu erhalten. Renato versucht gar, als Frau zu fungieren, dies überzeugt aber nicht recht, ist er diese Rolle doch überhaupt nicht gewohnt. Albin ist kurz vor dem Verzweifeln und denkt schon an Selbstmord, während Renato weiterhin versucht, Albin mit allen Mitteln von der Notwendigkeit der Erbschaft zu überzeugen. Er schreckt nicht einmal davor zurück, Albin einzureden, er sei heterosexuell geworden.
Da tritt mit Cindy eine Frau in die Geschichte ein, die als vorzeigbare Ehefrau geeignet scheint, zumal sie das entsprechende Kind gleich mitbringt. Die Hochzeit von Albin und Cindy wird unter Hochdruck geplant, Albin scheint mitzuspielen und soll den heterosexuellen Bräutigam geben. Doch am Hochzeitstag bringt er es nicht fertig, sich dermaßen zu verbiegen: Er taucht ebenfalls als Braut auf.
Cindy hat sich derweil mit dem Alternativerben Mortimer eingelassen, es gibt auch eine Hochzeit und damit dann auch ein Erbe. Am Ende einigen sich die zwei Paare darauf, die üppige Erbschaft untereinander zu teilen, und der Nachtclub ist gerettet.

## Synchronisation
Die Darsteller, die nicht aus Frankreich kamen, wurden in der Originalfassung von französischen Schauspielern nachsynchronisiert. Die deutsche Synchronfassung entstand bei der cine – adaption GmbH Film- und Fernsehsynchronisation, München.
| Rolle           | Darsteller (Stimme)        | Synchronsprecher |
| --------------- | -------------------------- | ---------------- |
| Renato Baldi    | Ugo Tognazzi Serge Sauvion | Horst Naumann    |
| Albin Mougeotte | Michel Serrault            | Paul Bürks       |
| Simon Charrier  | Michel Galabru             | Herbert Weicker  |
| Matrimonia      | Stéphane Audran            | Helga Trümper    |

## Einspielergebnis
Der Film spielte am Startwochenende in den USA (15./16. Februar 1986) knapp 200.000 US-Dollar in 49 Kinos ein. Insgesamt erzielte der Film in den USA ein Einspielergebnis von knapp 350.000 US-Dollar. In Deutschland wurde fast das Doppelte eingespielt.

## Kritik
„Die ganz auf die beiden Hauptdarsteller zugeschnittene Trivialkomödie zehrt von den bekannten platten Mustern und überreizt erneut das Klischee tuntenhafter Homosexueller.“